# Apatelodes sericea
Apatelodes sericea is een vlinder uit de familie van de Apatelodidae. De wetenschappelijke naam van de soort is voor het eerst geldig gepubliceerd in 1895 door William Schaus.

## Synoniemen
- Apatelodes erecta Dognin, 1916[3]